# União Desportiva Oliveirense
O União Desportiva Oliveirense é um clube português, localizado na cidade  de Oliveira de Azeméis, na  situado no distrito de Aveiro.

## História do Futebol Oliveirense
A União Desportiva Oliveirense, fundada em 25 de Outubro de 1922, é o clube mais representativo do concelho de Oliveira de Azeméis e um dos "grandes" do distrito de Aveiro. Antes de 1922 terão existido outros clubes que passaram por diversas transformações. O primeiro terá sido o Sport Clube Oliveirense, que começou a jogar provas distritais, ainda que não devidamente oficializado. Quirino jogava na equipa ajudado por José Moía e o cunhado Cândido, que facilitavam os transportes. Um dia resolveram pedir ajuda financeira ao menos para a comida, mas não foram atendidos.
Convocaram então uma assembleia geral numa casa junta à atual MOVARTE (estabelecimento de móveis) e aí resolveram fundar um novo clube. Estes dissidentes saíram a gritar: “a casa é vossa, mas a rua é nossa. Viva a União Desportiva Oliveirense!” Os dissidentes erguiam então em 25 de Outubro de 1922, a grande rivalidade com o Sport Clube Oliveirense, que ficou enfraquecido até à morte, porque viu sair as principais vedetas. Este Quirino foi jogador de raro talento. A ele juntou outro, Carnaval – Lourenço Praça de seu nome próprio – o único sobrevivente, em 1976, de quanto iniciaram em 1922 a União Desportiva Oliveirense no velho Campo da Laje.
Na época 2007/08 a Oliveirense cumpriu toda a primeira fase sem derrotas sendo a única equipa dos campeonatos nacionais com esse feito. Na segunda fase, continuou com a mesma invencibilidade que só viria a ser quebrada apos ter conseguido assegurar a primeira posição. Obteve a promoção à Liga de Honra, 7 anos depois da última participação naquele escalão.

## História do Hóquei em Patins Oliveirense
Não há dados concretos de 1969, mas neste ano começaram as primeiras conversas para a criação de uma equipa de hóquei em patins em Oliveira de Azeméis, dado a popularidade da modalidade e o facto de o Clube Escola Livre de Azeméis estar inativo nesta modalidade há alguns anos; Um dos principais mentores deste projeto foi o Professor António Costeira, antigo hoquista da Escola Livre, que se tornou treinador e dirigente da equipa de hóquei em patins da União Desportiva Oliveirense.
Por indicação da FPP, a Oliveirense passa a fazer parte da Associação de Patinagem de Aveiro em janeiro de 1970. No entanto, por não haver campeonato regional em Aveiro nesta época, a Oliveirense participa no Campeonato Regional do Porto (Apuramento para a 2ª Divisão Nacional); Com apenas sete atletas federados, a Oliveirense consegue igualar o feito do Futebol Clube do Porto, alguns anos antes, quando se sagra campeã regional invicta logo no ano de estreia em provas oficiais de hóquei em patins. Apesar de se ter sagrado campeã, a Oliveirense não é promovida à 1ª Divisão Nacional, sendo obrigada a voltar a disputar o campeonato regional de Aveiro na época seguinte.
Na época 1996/97 venceu a Taça CERS e em 2017 a Taça Continental.
Atualmente disputa a 1ª Divisão Nacional, sendo um dos candidatos ao título o Hóquei em Patins em conjunto com o SL Benfica, FC Porto e Sporting CP.

## História do Basquetebol Oliveirense
Foi criado em 1989 a secção de basquetebol da Oliveirense, disputando então a III Divisão Nacional. Na época 1990/91 subiu a II Divisão Zona Norte. Em 1993 subiu à I divisão começando ai a sua grande campanha no basquetebol português e europeu. Conseguindo estar presente no primeiro ano na I divisão, na final four da Taça da Liga, obtendo ai o 3º lugar. Na época 1995/96 participou na primeira competição europeia, Taça Korac, defrontando a equipa inglesa do Worthing Bears, passando à 2ª eliminatória, tendo sido eliminados pela equipa francesa do Dijon.
Em 1997 foram pela primeira vez vice-campeão. Tal como em 2000/01 e 2001/02 tendo perdido o título nestas duas edições para a Portugal Telecom. No entanto, os títulos conquistados pelo basquetebol foram dos mais prestigiados sendo a Taça de Portugal conquistada na época de 2002/03 numa vitória frente à Portugal Telecom. O Basquetebol Oliveirense viria a conquistar duas vezes a Taça da Liga, a primeira vez na época de 2002/03 frente da Portugal Telecom e na época de 2005/06 na final contra a Ovarense Aerosoles no ano em que a direção poria fim à equipa sénior basquetebolista.
Neste momento, a equipa de basquetebol Oliveirense é uma das mais prestigiadas de Portugal, competindo na época 2007/08 no Campeonato Nacional da 2ª Divisão de Basquetebol (CNB2). Na época seguinte, conquistou o título da CNB2, sendo promovida ao Campeonato Nacional da 1ª Divisão (CNB1), o qual disputou nessa época ano pela primeira vez em toda a sua história.
A Oliveirense sagrou-se logo nesse ano Campeã Nacional da 1ª Divisão (CNB1), subindo à Proliga, campeonato que disputou duas épocas consecutivas. No início da última época, a equipa de basquetebol adicionou mais dois títulos ao seu palmarés, desta vez o Troféu António Pratas e o Campeonato Nacional da Proliga regressando desta forma a LNB.

## Histórico do Futebol Sénior
|                            | Nº Presenças    | Títulos               |
| -------------------------- | --------------- | --------------------- |
| Temporadas na 1ª Liga      | 1               |                       |
| Temporadas na 2ª Liga      | 12(a decorrer)  |                       |
| Temporadas na 2ª Divisão   | 32              |                       |
| Temporadas na 2ª Divisão B | 17              | 2 (2000/01 e 2007/08) |
| Temporadas na 3ª Divisão   | 18              | 1 (1957/58)           |
| Taça de Portugal           | 68 (a decorrer) |                       |
| Taça da Liga               | 6 (a decorrer)  |                       |
| Taça UEFA                  | 0               |                       |

## Palmarés
- Futebol:[5]
  - Campeão do Campeonato de Aveiro: 1945/46
  - Presença na 1ª Divisão Nacional: 1945/46
  - Campeão do Campeonato de Elite AF Aveiro: 1951/52, 1956/57 e 1957/58
  - Campeão da 3ª Divisão Nacional: 1957/58 e 2009/10 (Série B)
  - Campeão da 2ª Divisão Nacional B (Zona Centro): 2000/01 e 2007/08
  - Último clube europeu a ser derrotado: 2007/08
  - Semi-finalista da Taça de Portugal: 2011/12
- Basquetebol:[6]
  - Taça de Portugal: 2002/03
  - Taça da Liga: 2002/03 e 2005/06
  - Supertaça: 2003/04
  - Vice-Campeão Nacional: 4x
  - Campeão Nacional da Proliga: 2012/13
  - Campeão Nacional da 2ª Divisão (CNB2): 2009/10
  - Campeão Nacional da 1ª Divisão (CNB1): 2010/11
  - Troféu António Pratas (Proliga): 2012
  - Campeão Nacional da 1a Divisão (CNB1): 2017/18
- Hóquei em Patins:[7]
  - 1º Classificado no Campeonato Nacional da 2ª Divisão Zona Norte: 1975
  - Taça de Portugal: 1996/97; 2010/11; 2011/12
  - Taça CERS: 1996/97
  - Taça Continental: 2017
  - 5º classificado no campeonato do mundo de clubes: 2008
  - Semi-finalista da Taça CERS: 2008/09
  - 4º Classificado no Ranking Mundial de Clubes: 2010

## Competição
Futebol: 2013-2014 - Segunda Liga
Futebol (Juniores A): 2013-2014 - 1ª Divisão Nacional
Futebol (Juniores C): 2013-2014 - 1ª Divisão Nacional
Basquetebol: 2013-2014 - Liga Nacional de Basquetebol
Hóquei em Patins: 2013-2014 - 1ª Divisão Nacional

## Recintos
Futebol - Estádio Carlos Osório - (1750 espetadores)
Futebol Formação - Centro de Formação Ápio Assunção - (1000 espetadores)
Basquetebol/Hóquei em Patins - Pavilhão Dr. Salvador Machado - (4000 espetadores)

## Estádio Carlos Osório
O Estádio Carlos Osório é o recinto desportivo onde a Oliveirense realiza os seus encontros já há 65 anos, inclusive este ano na Liga de Honra.

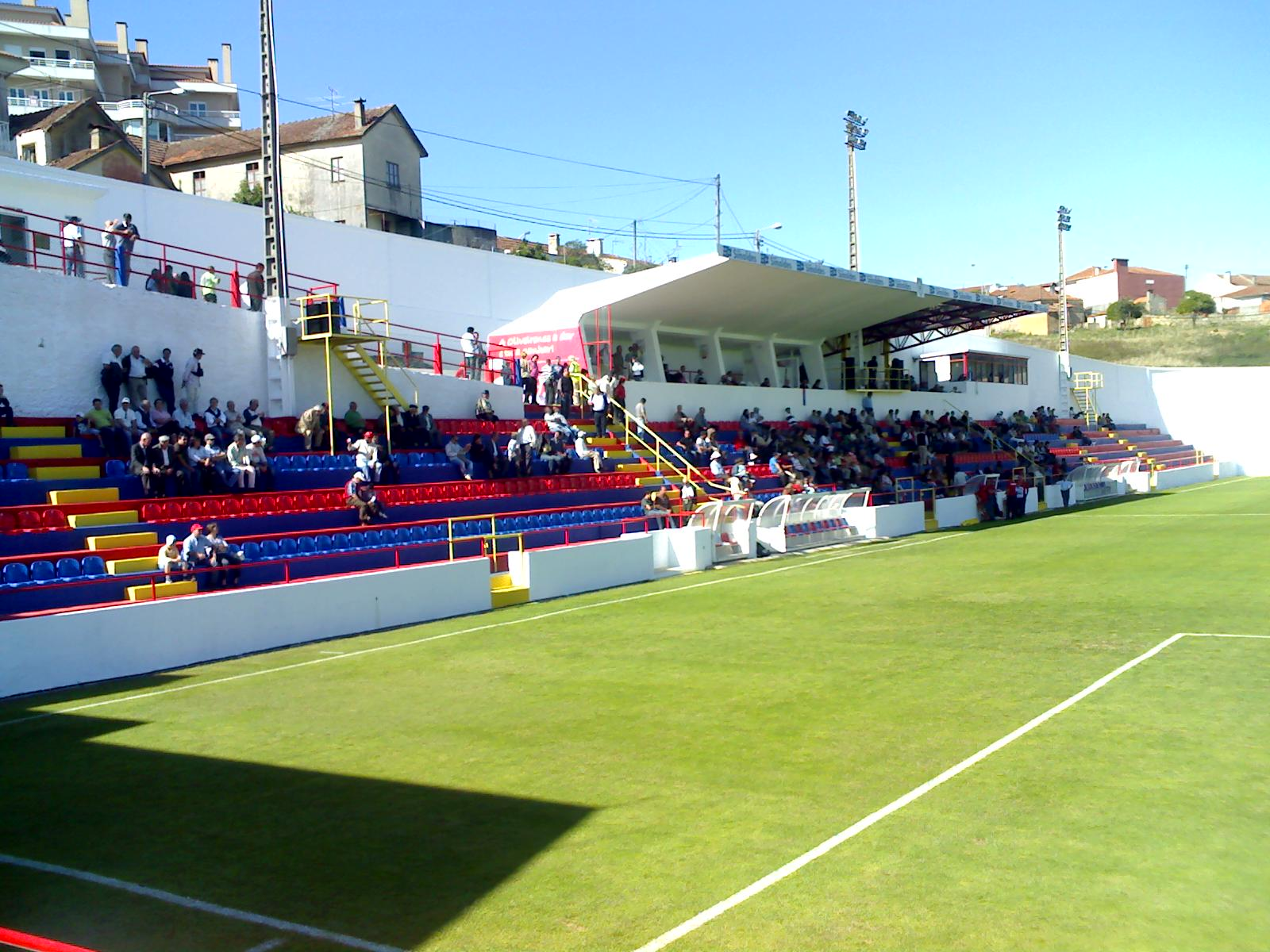
Estádio Carlos Osório, em Oliveira de Azeméis

O estádio situa-se entre o centro de Oliveira de Azeméis e o famoso Parque de Nossa Senhora de La-Salette. A sua capacidade atual é de apenas 1 750 lugares sentados. Em tempos, possuiu iluminação artificial para jogos oficiais noturnos. O recinto é propriedade exclusiva do clube e a sua designação é honra para Carlos Osório, cidadão oliveirense que cedeu os terrenos para a construção do mesmo.

## Pavilhão Dr. Salvador Machado
O ano de 1983 assinalou o lançamento da primeira pedra e o de 1986 o da sua inauguração. Ao longo dos seus anos de existência o pavilhão da União Desportiva Oliveirense foi já palco de competições do calendário desportivo internacional e viveu alguns momentos de glória, principalmente do hóquei em patins, basquetebol e futsal. O pavilhão tem capacidade para 4 mil espectadores.

## Centro de Formação Ápio Assunção
Inaugurado no dia 25 de Junho de 2005, o Centro de Formação de Futebol Ápio Assunção, é um marco para a UD Oliveirense, para a formação de novos talentos.